# Narvavägen
Denna artikel handlar om Narvavägen i Stockholm. För Narvavägen i Tallinn, se Narva maantee.

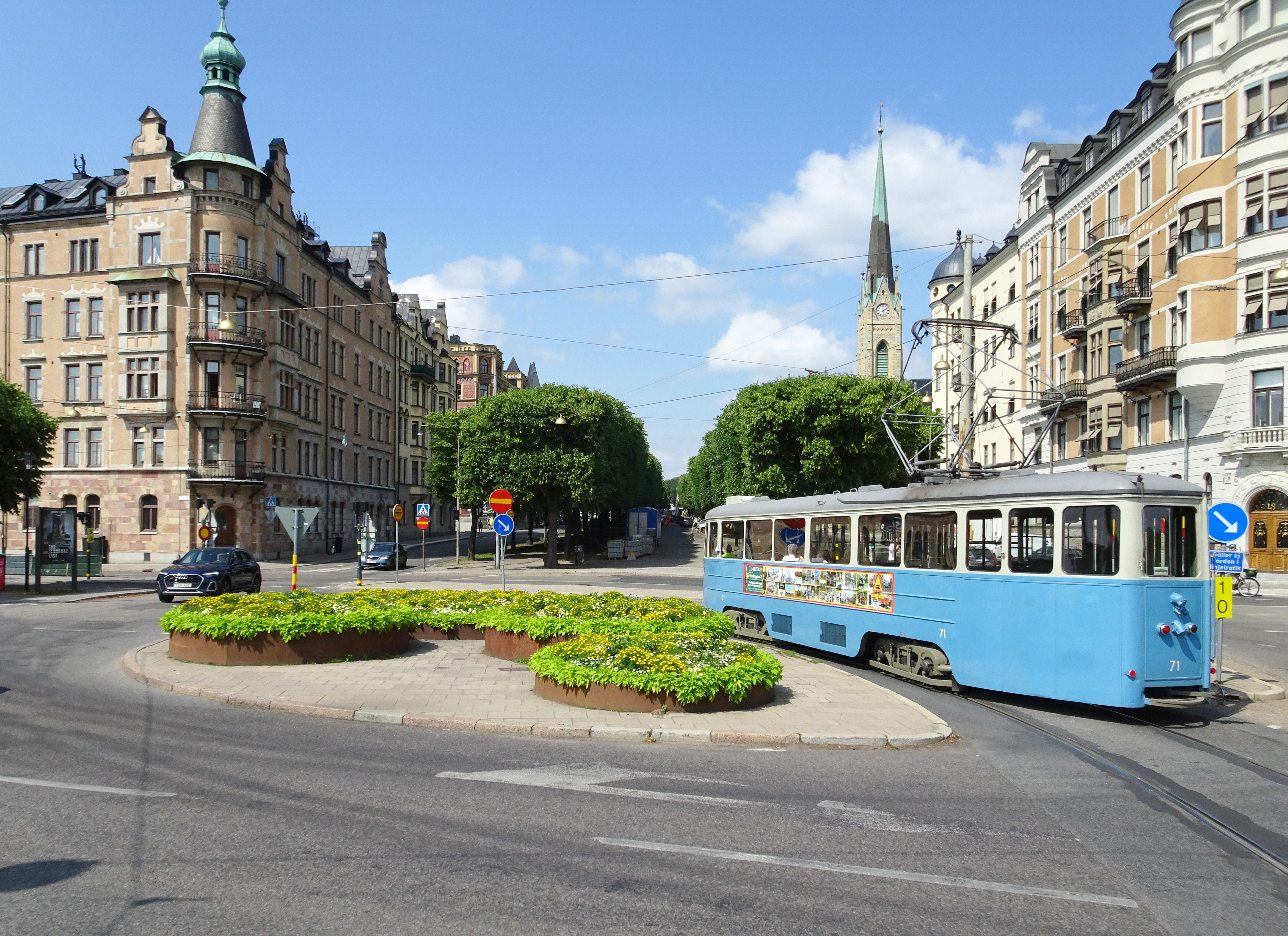
Narvavägen norrut från Strandvägen i bakgrunden till höger Oscarskyrkan, 2022.

Narvavägen är en alléliknande bred gata på Östermalm i Stockholms innerstad, som sträcker sig från Strandvägen i söder till Karlaplan i norr. Hela sträckan är cirka 600 meter.

## Historik
Gatan har fått sitt namn efter staden Narva där Karl XII vann slaget vid Narva 20 november 1700. Namnes gavs i samband  med den stora namnrevisionen i Stockholm 1885 och faller under kategorin "fosterländska och historiska namn". Anläggandet av Narvavägen började 1884 och var ett resultat av Lindhagenplanen. 1889 hade man inte kommit särskild långt och byggarbetsplatsen beskrevs då som en "järnvägsbank" vilken sträcker sig "snett över backar och dalar.
| Narvavägen norrut från samma fotopunkt med kvarteret Fanan i fonden, 1895 och 2021. |  | Narvavägen norrut från samma fotopunkt med kvarteret Fanan i fonden, 1895 och 2021. |
| Narvavägen norrut från samma fotopunkt med kvarteret Fanan i fonden, 1895 och 2021. |  |                                                                                     |

## Byggnader i urval

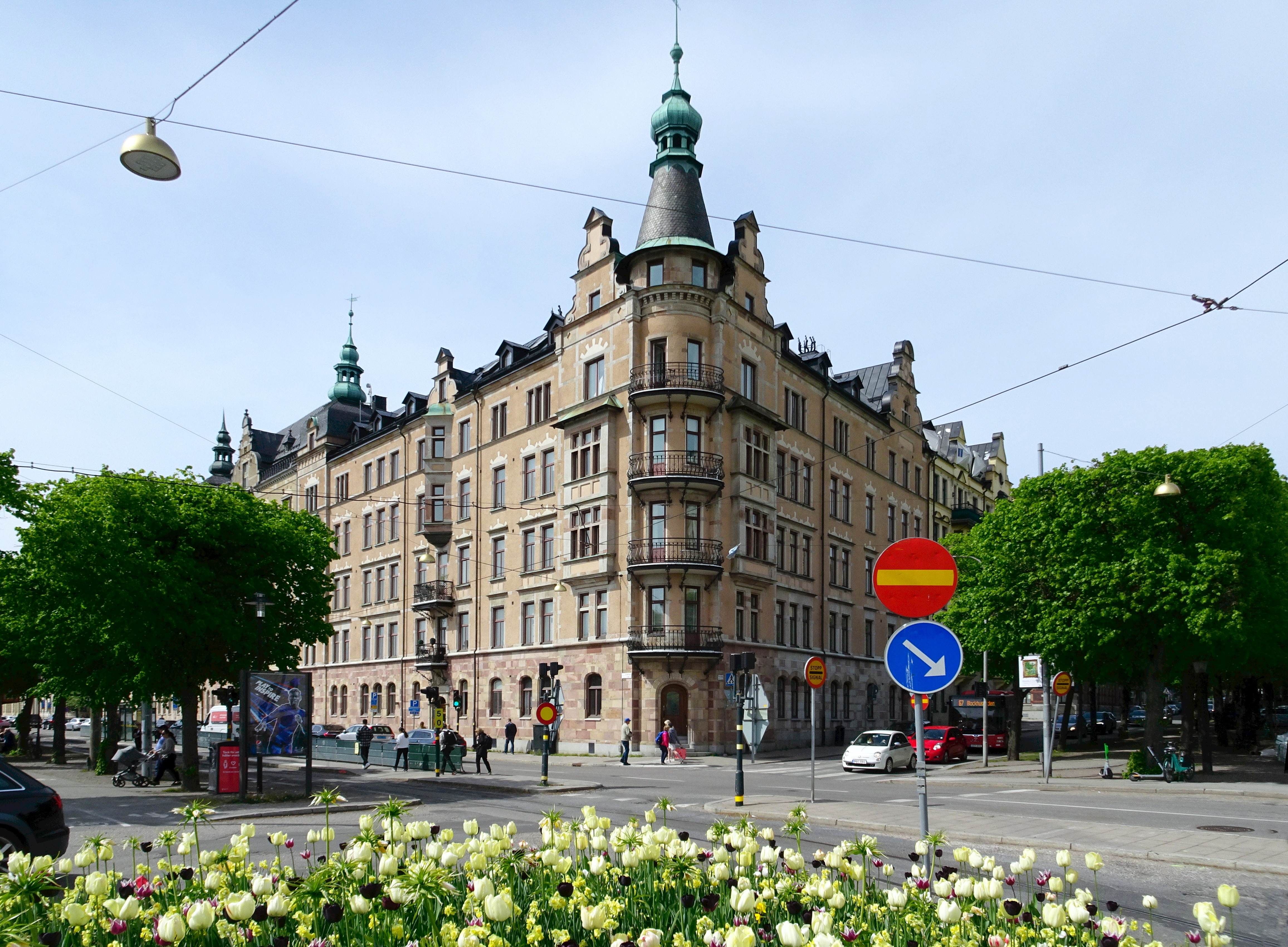
Narvavägen 1 / Strandvägen 47.

- Narvavägen 1 ligger fastigheten Beväringen 1 byggd 1894, fastighetsägare, byggherre och arkitekt var Johan Albert Nordström.
- Narvavägen 2 ligger fastigheten Bajonetten 1 byggd 1895 för köpmannen Isaac Hirsch som även bosatte sig här.
- Narvavägen 4 ligger fastigheten Bajonetten 2, byggd 1896 i 140 graders vinkel med ett rundat hörn. Husets byggherre var också Isaac Hirsch.
- Narvavägen 5 hörnet av Riddargatan 57, här hyrde August Strindberg ett möblerat rum i två månader hösten år 1899.
- Narvavägen 8 fastigheten Stallmästaren 4, arkitekt Hagström & Ekman, av Stadsmuseet i Stockholm bedöms ha synnerligen höga kulturhistoriska värden.
- Narvavägen 6 ligger Oscarskyrkan invigd 1903.
- Narvavägen 13 ligger Historiska museet.
- Narvavägen 26 ligger Bromska palatset, Franska ambassadens residens.
- Narvavägen 30-32 ligger Bocanderska husen, med bland annat Restaurang Cassi.
- Narvavägen 34 ligger Strindbergshuset.
- Narvavägen 35 ligger ett bostadshus byggt 1888 efter ritningar av arkitekt Ernst Stenhammar (se Harpan 24 och 25).

## Galleri

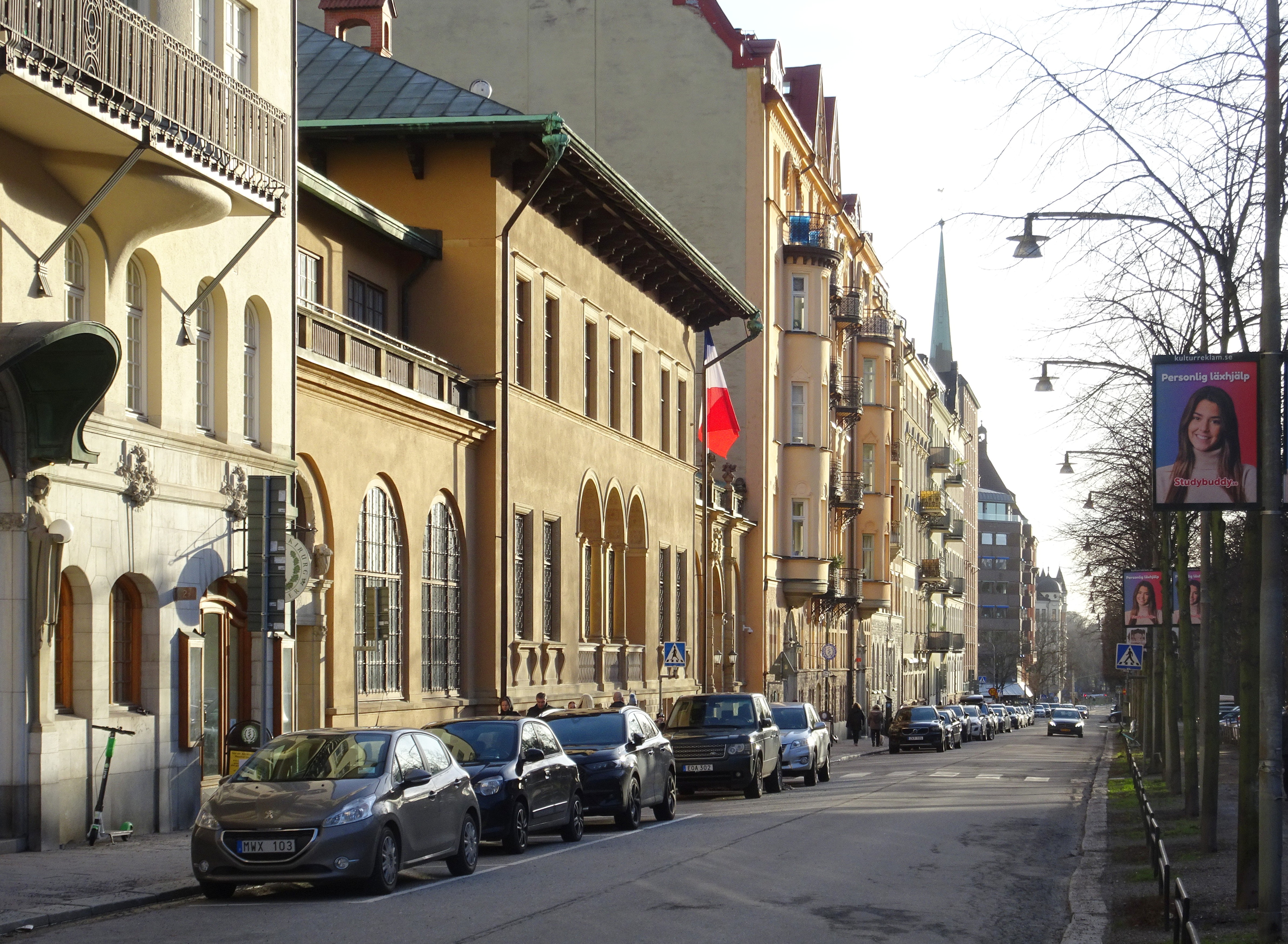
Narvavägen söderut vid Bromska palatset.
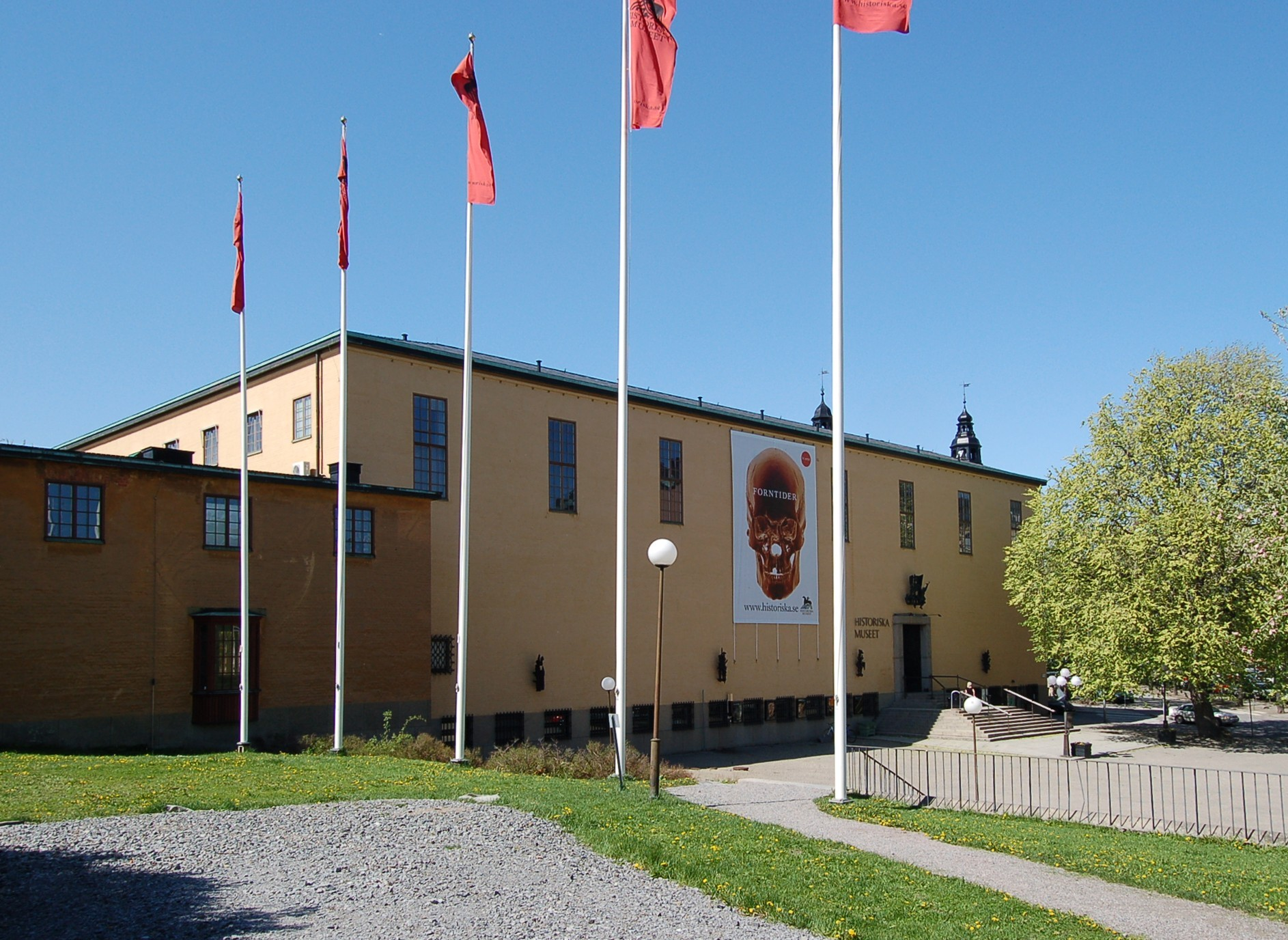
Statens historiska museum.
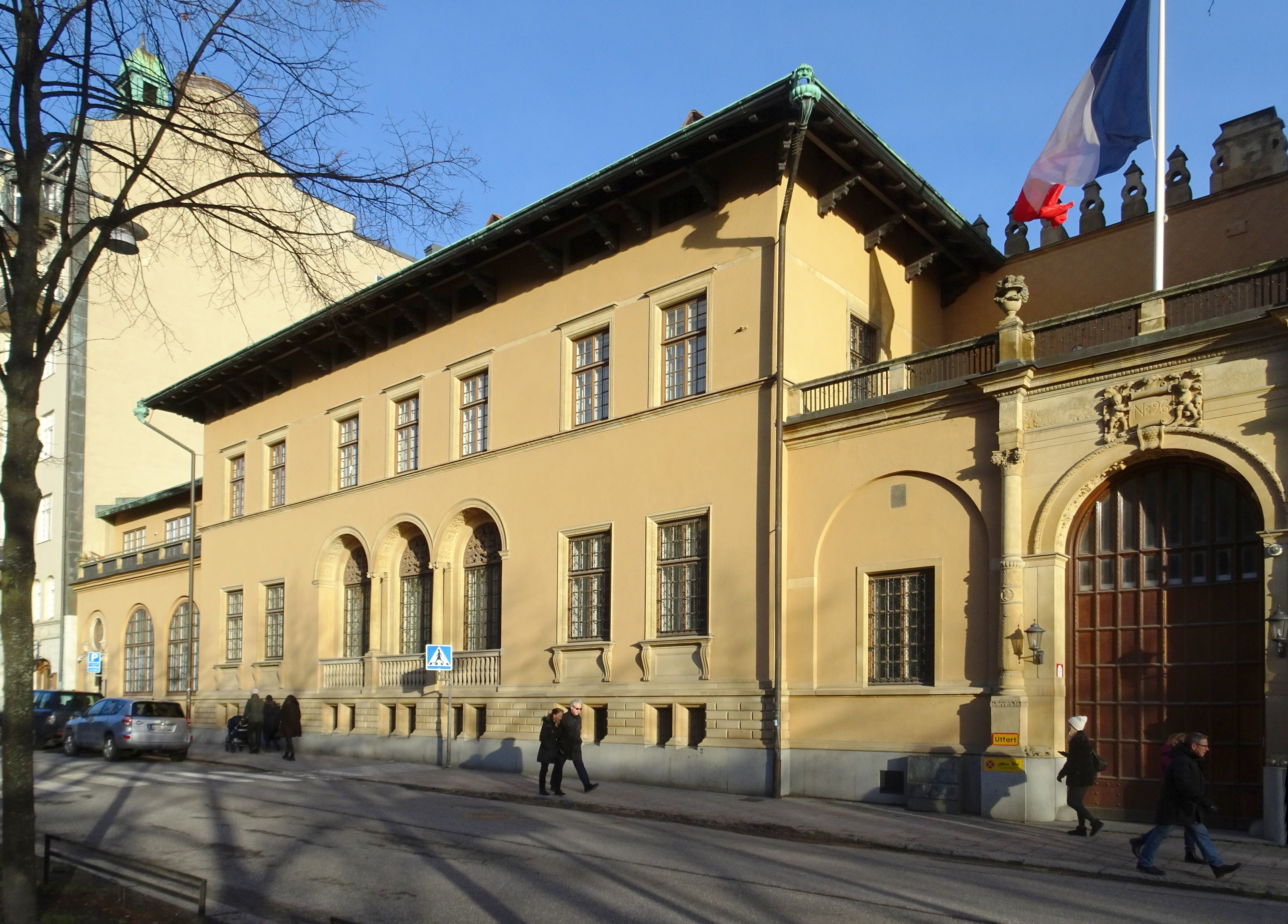
Bromska palatset.
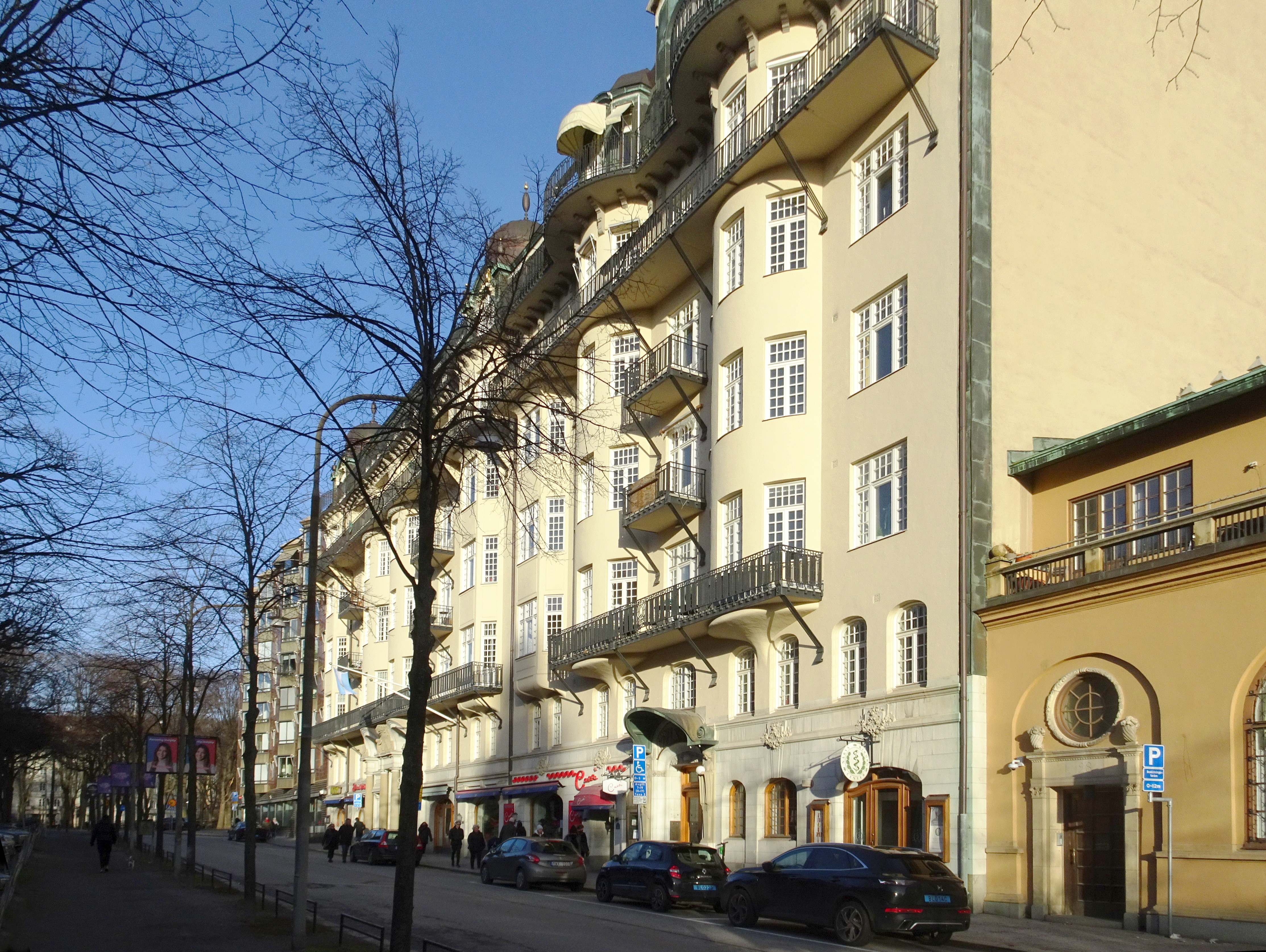
Narvavägen norrut vid Bocanderska husen.